# Monumento às Três Raças

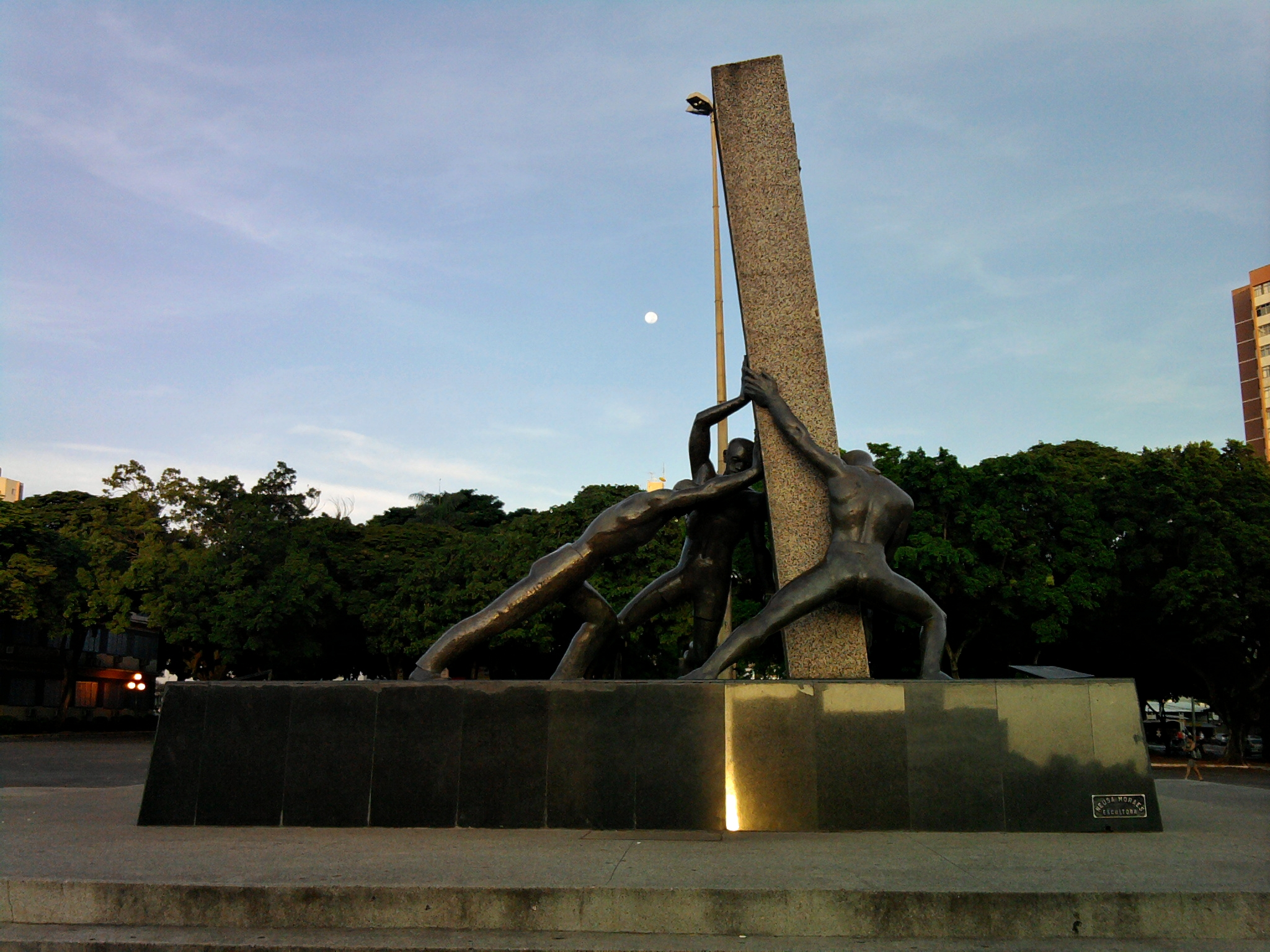
Outra foto do monumento

O Monumento às Três Raças, cujo nome oficial é Monumento à Goiânia, é uma escultura localizada no centro da Praça Cívica Doutor Pedro Ludovico Teixeira, atração turística do Setor Central de Goiânia, no estado de Goiás, no Brasil. Esculpido em bronze e granito por Neusa Morais em 1968, o monumento, que pesa aproximadamente trezentos quilos e possui sete metros de altura, é uma homenagem à miscigenação entre as etnias branca, negra e indígena - que deu origem ao povo goiano. Na estaca de granito que as estátuas de bronze erguem, está incrustado o brasão da cidade.